# El Marsa (Laâyoune)
Pour les articles homonymes, voir El Marsa.
Dans le cadre de l'administration territoriale marocaine, El Marsa (en arabe : المرسى/ en tamazight : ⵍⵎⴰⵔⵙⴰ) est une commune marocaine située dans la province de Laâyoune en région Laâyoune-Sakia El Hamra. En 2024, sa population est 28 848 habitants, faisant d'elle la deuxième plus grande commune de la province ainsi que la troisième de la région. Elle est aussi connue sous le nom de Laâyoune Plage.

## Géographie

### Localisation
El Marsa se situe dans la zone du Sahara occidental, un territoire disputé entre le Maroc et la république arabe sahraouie démocratique, mais qui reste tout de même un territoire contrôlé majoritairement par le Maroc dont la commune d'El Marsa. Elle se trouve à une vingtaine de kilomètres de Laâyoune à l'ouest et à environ 520 kilomètres d'Agadir, tous par vol d'oiseau. Elle est bordée par l'Océan Atlantique où son port y est installé. La commune est entourée par la commune de Foum El Oued.
| Océan Atlantique | Foum El Oued | Foum El Oued |
| Océan Atlantique | El Marsa     | Foum El Oued |
| Océan Atlantique | Foum El Oued | Foum El Oued |

### Climat
El Marsa possède un climat désertique selon la classification de Köppen-Geiger.

## Économie

### Une ville portuaire
La commune est reconnue pour son port, qui joue un rôle crucial dans l'économie locale, notamment dans le secteur de la pêche.

### Productions par usine
Le parc industriel d'El Marsa abrite plusieurs unités de valorisation des produits de la mer, contribuant ainsi au développement économique de la région, il s'étend sur 74 hectares. 100 tonnes d'huile par jour y est produit. Le projet permet de créer 120 emplois direct ainsi que 250 emplois indirect dans la région.

## Démographie et chiffres

### Population
El Marsa connaît une forte augmentation de population depuis son recensement en 1994 puisqu'il s'agit d'une commune urbaine, passant de 4 334 habitants en 1994 à 28 848 habitants en 2024. Cela peut s'expliquer par une concentration d'activité dans le secteur industriel et une dynamique présente. Le recensement de la population marocaine est effectuée tous les 10 ans et les résultats sont publiés par le Haut-Commissariat au plan du Royaume du Maroc.
| Année      | 1994  | 2004   | 2014   | 2024   |
| ---------- | ----- | ------ | ------ | ------ |
| Population | 4 334 | 10 229 | 17 917 | 28 848 |

## Voies de transport

### Infrastructure routière
La commune est traversée par la route nationale 1 (N1), la plus longue route du Maroc permettant un reliage direct à la ville de Laâyoune, facilitant ainsi le transport terrestre des marchandises vers et depuis le port d'El Marsa. Cette infrastructure routière est essentielle pour le transit des produits exportés et importés via El Marsa.